# Micrasema scissum
Micrasema scissum är en nattsländeart som beskrevs av Mclachlan 1884. Micrasema scissum ingår i släktet Micrasema och familjen bäcknattsländor. Inga underarter finns listade i Catalogue of Life.